# Cailloux-sur-Fontaines
Cailloux-sur-Fontaines è un comune francese di 2 509 abitanti situato nella metropoli di Lione della regione Alvernia-Rodano-Alpi.

## Società

### Evoluzione demografica
Abitanti censiti